# Норвегия во Второй мировой войне

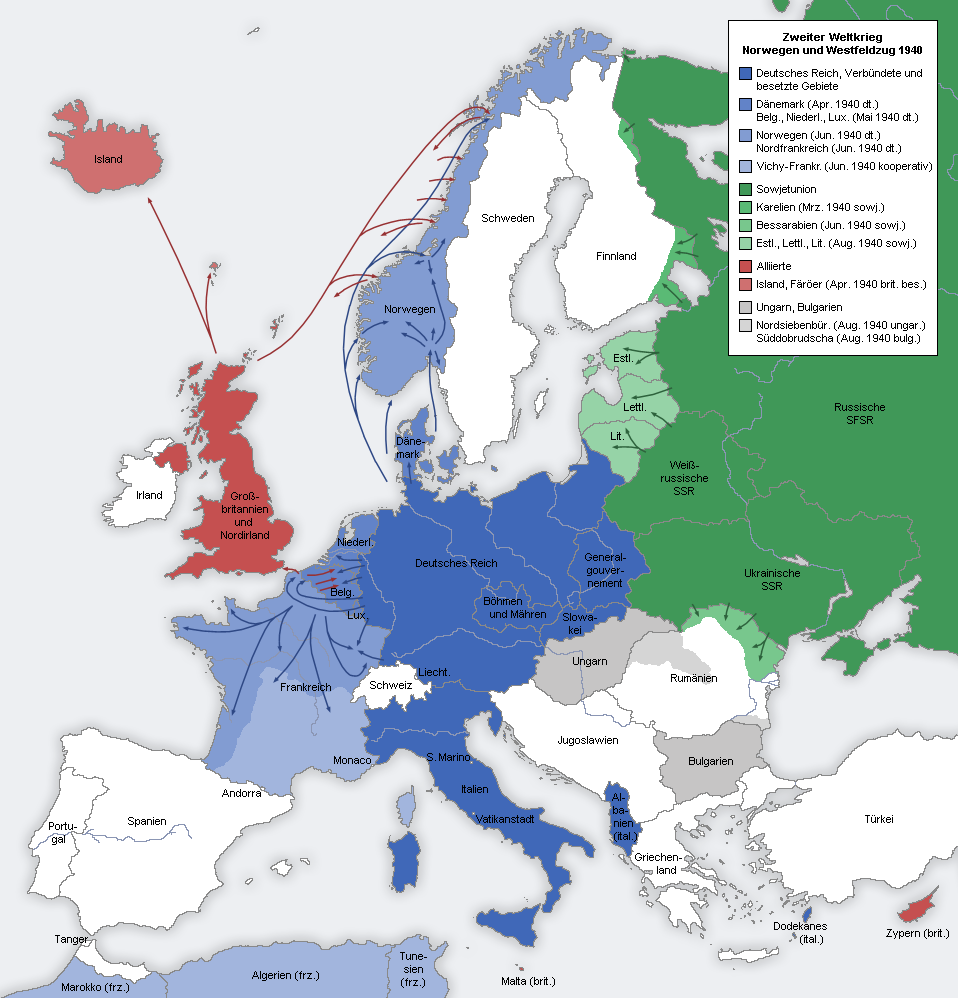
Вторая мировая война в Европе. 1940 год

В ходе операции "Везерюбунг" с 9 апреля 1940 года, Норвегия находилась под военной оккупацией немецкими войсками и гражданской администрацией Германии в сотрудничестве с прогерманским правительством. Оккупация Норвегии нацистской Германией закончилась 8 мая 1945 года после общей капитуляции немецких войск в Европе.

## Предыстория
Во время Первой мировой войны Норвегия сохраняла нейтралитет. После 1933 года развитие Норвегии зависело от трёх факторов:
- жёсткая финансовая политика, чему способствовали консервативные партии;
- пацифизму способствовала Норвежская рабочая партия, находившаяся у власти с 1933 года;
- доктрина нейтралитета, исходящая из того, что не будет никакой необходимости Норвегии участвовать в войне, если она остаётся нейтральной.

В конце 1930-х годов норвежский парламент увеличил военный бюджет, несмотря на увеличение государственного долга. Как выяснилось впоследствии, большинство из планов, включенных в бюджет, не были реализованы в срок.
Несмотря на то, что принцип нейтралитета сохранял силу вплоть до вторжения немцев, всем было известно, что правительство Норвегии, прежде не хочет находиться в состоянии войны с Великобританией. К осени 1939 года было распространено мнение, что Норвегия была не только готова защитить свой нейтралитет, но и бороться за свою «свободу и независимость». Усилия по повышению боеготовности активизировались в период с сентября 1939 года по апрель 1940 года. В связи с советско-финляндской войной Норвегия перебросила в Финнмарк значительные силы:
- Все моторизированные батареи;
- Противотанковые батареи;
- Автомобильный взвод;
- Полевые лазареты;
- Две авиаэскадрильи.

В прибрежных районах Финнмарка были сконцентрированы броненосцы «Норге» и «Эйдсволь», сторожевые корабли «Ф. Нансен», «М. Сарс» и «Кельт», дивизион подводных лодок и эскадрилья морской авиации.

## Вторжение

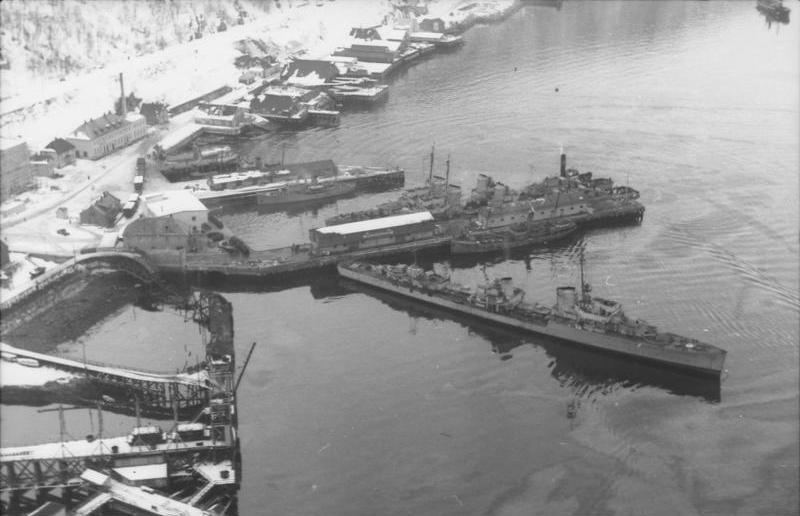
Немецкие эсминцы в норвежском порту Нарвик (1940 год)

Вторжение в Норвегию состоялось в ночь с 8 на 9 апреля 1940 года. Германия вторглась в Норвегию под предлогом, что Норвегия нуждалась в защите от военной агрессии со стороны Великобритании и Франции. Стратегически Германия через эту операцию решила следующие проблемы:
- Получен доступ к незамерзающим северным норвежским портам для дальнейшего доступа в Северный Ледовитый океан и Северную Атлантику.
- Получен доступ к шведской железной руде, вывоз которой производился через Нарвик.
- Упреждено британское и французское вторжение в Норвегию.
- Усилена пропаганда нацистской Германии.

В соответствии с доктриной «блицкрига» немецкие воздушные и морские силы напали на Норвегию в рамках операции Weserübung, начавшейся 9 апреля 1940 года. С установкой закрепиться в Осло и Тронхейме они начали наземное наступление против рассеянного внутреннего сопротивления в Норвегии. Норвежская армия предприняла несколько контратак, но безуспешно. Хотя военное сопротивление в Норвегии имело небольшой военный успех, оно имело значительный политический эффект, что позволило норвежскому правительству, в том числе Королевской семье, выехать из Норвегии и сформировать правительство в изгнании. Этому в основном способствовала гибель немецкого крейсера «Блюхер» в заливе Ослофьорд в первый день вторжения, а также перестрелка между немецкими и норвежскими силами под Мидтскугеном, когда норвежцы успешно защитили своего короля от захвата.
Большая и лучшая часть норвежского вооружения была потеряна в первые 24 часа после немецкого вторжения, что значительно снизило эффективность действий норвежцев. Военное сопротивление в южной Норвегии прекратилось уже 2 мая.

## Немецкая оккупация Норвегии
После окончания боевых действий в 1940 году был создан рейхскомиссариат Норвегия, который возглавил Йозеф Тербовен. Для управления экономикой Норвегии был создан штаб военной экономики.

### Немецкая группировка в Норвегии

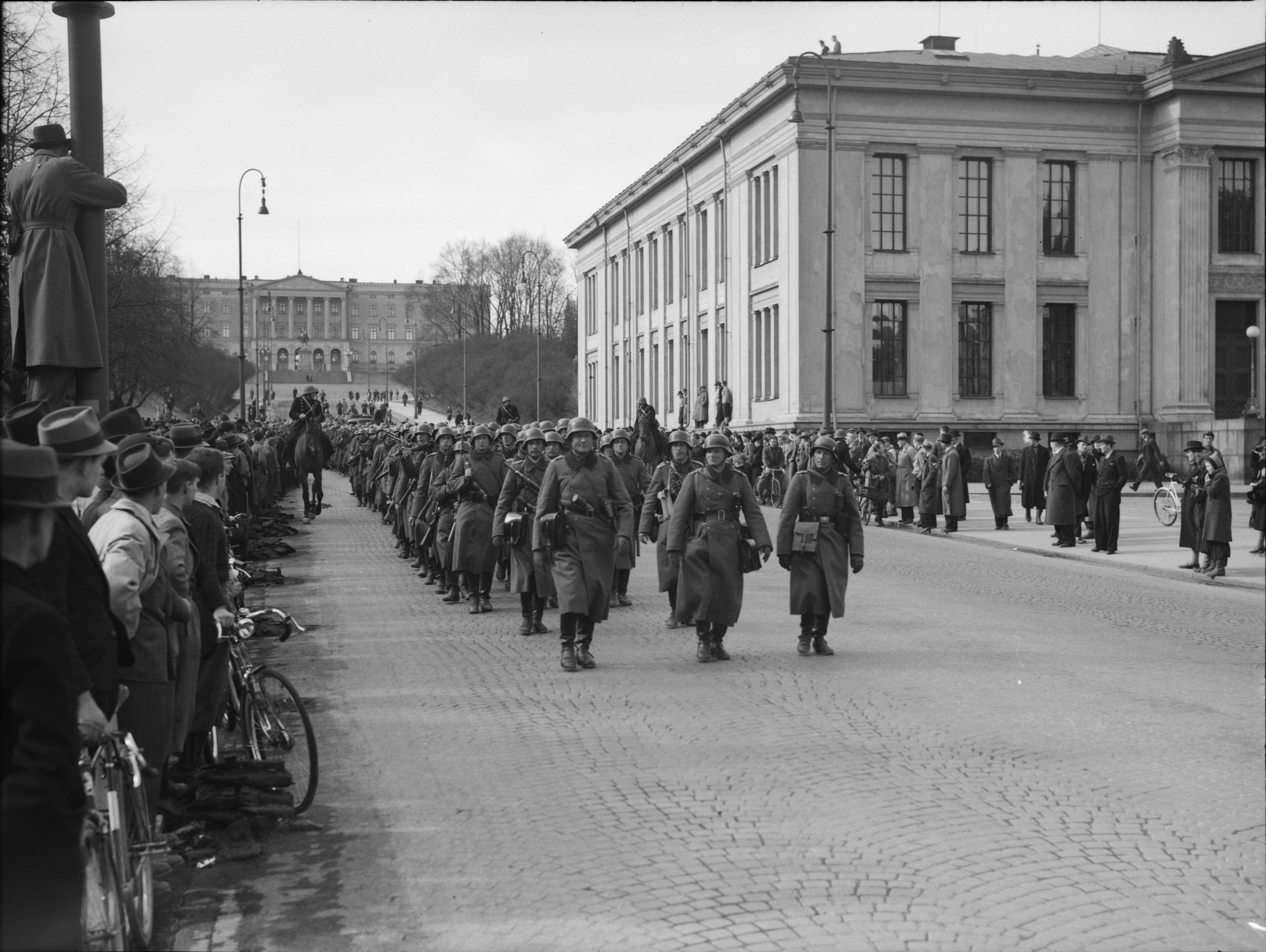
Немецкие солдаты в Осло, 9 апреля 1940 года

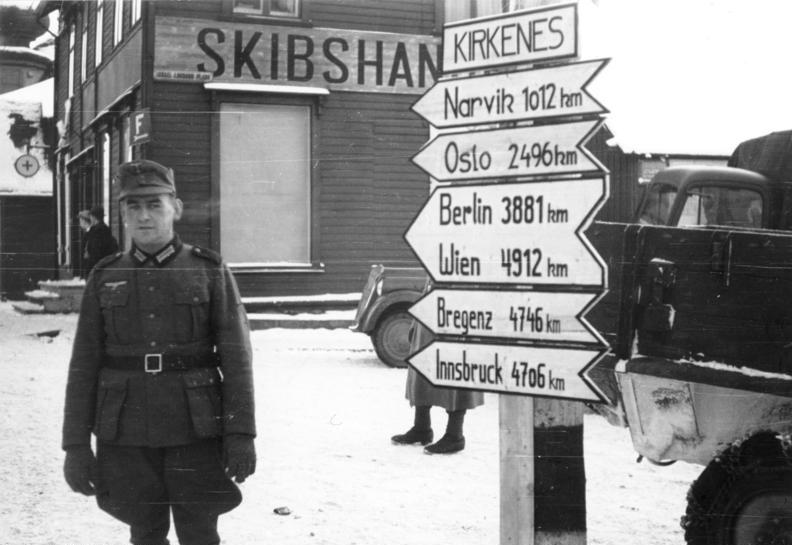
Немецкий солдат в Киркенесе

Летом 1940 года на территории Норвегии находились 7 пехотных дивизий вермахта.
По состоянию на 22 июня 1941 года на территории Норвегии и северной Финляндии находились части немецкой армии «Норвегия» (три армейских корпуса), в портах Норвегии находились 5 немецких эсминцев, 6 подлодок и ряд вспомогательных судов, а также переданные под контроль немцев бывшие корабли норвежского флота (3 миноносца, 2 минных заградителя и 10 сторожевых кораблей).
По состоянию на 1 апреля 1942 года, на территории Норвегии находились 8 пехотных и 1 танковая дивизия вермахта, а также авиация 5-го воздушного флота люфтваффе; в портах находились линкор «Тирпиц», тяжёлые крейсеры «Лютцов» и «Хиппер», лёгкий крейсер «Кёльн», две флотилии эскадренных миноносцев, 20 подлодок, а также эскортные и вспомогательные суда. В дальнейшем, в период с начала августа до середины ноября 1942 года две дивизии были переброшены из Норвегии в СССР.
В начале ноября 1943 года общая численность немецких войск в Норвегии составляла 380 тыс. человек. В декабре 1943 года в портах Норвегии находились немецкие линкоры «Шарнхорст» и «Тирпиц», 14 эсминцев и миноносцев, 2 минных заградителя, более 50 сторожевых кораблей и тральщиков, до 20 подлодок, флотилия торпедных катеров, а также вспомогательные суда, малые сторожевые и патрульные катеры, на аэродромах базировалось свыше 200 самолётов.
По состоянию на начало 1944 года, в Норвегии находились 13 немецких дивизий. В середине февраля 1944 года одна пехотная дивизия была направлена на восточный фронт.
Численность военнослужащих СС на территории Норвегии под командованием Вильгельма Редисса составляла около 6 тысяч человек.

### Движение Сопротивления в Норвегии
Подавляющее большинство норвежцев выступило против оккупации. Сопротивление в значительной степени поддерживалось деятельностью правительства в изгнании, находившегося в Лондоне, которое регулярно распространяло подпольную прессу на норвежском языке, а также координировало диверсионные рейды против гитлеровских оккупантов.
Сопротивление принимало различные формы. Некоторые норвежцы приняли участие в вооружённом сопротивлении, другие оказывали им поддержку, многие норвежцы совершали акты гражданского неповиновения. С течением времени было организовано вооружённое сопротивление, в основном под единым командованием. Было проведено различие между тыловыми (норв. Hjemmefronten) и внешними операциями (норв. Utefronten). Норвежский флот и норвежские войска действовали в составе вооружённых сил Великобритании. Единство командной структуры сыграло важную роль в упорядоченной передаче власти в мае 1945 года.
10 августа 1940 года коммунистическая партия Норвегии выступила с призывом активизировать борьбу против немецких оккупантов. Осенью 1940 года в Бергене, Тронхейме и Сармсборге были проведены антинацистские демонстрации.
10 сентября 1941 года в Осло состоялась забастовка, в которой участвовали 25 тыс. рабочих. Немецкие войска разогнали бастующих, десятки рабочих были арестованы, а два профсоюзных активиста (В. Ханстеен и Р. Викстрём) — расстреляны.
В середине ноября 1941 года в Осло состоялась студенческая забастовка.
В феврале 1943 года в Веморке группа подготовленных британскими спецслужбами норвежцев взорвала цех предприятия «Norsk Hydro» по производству тяжёлой воды.
В апреле 1943 года норвежские подпольщики взорвали немецкий корабль.
15 марта 1945 года состоялась одна из самых масштабных акций норвежского движения Сопротивления — единственная железная дорога, связывавшая южную Норвегию с северной частью страны, была взорвана более чем в 1000 местах.

### Норвежский коллаборационизм во Второй мировой войне

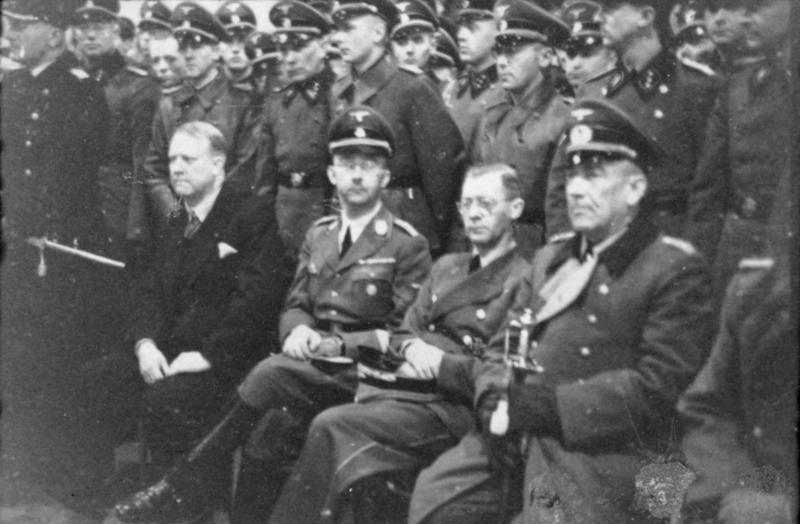
Визит Гиммлера в Норвегию. На фото он вместе с Квислингом и рейхскомиссаром Норвегии Йозефом Тербовеном

Относительно немного норвежцев были явными коллаборационистами. Было подсчитано, что около 10 % норвежцев поддержало нацистскую оккупацию, хотя эта оценка является неопределённой и учитывает разные виды поддержки во время оккупации.
С немцами сотрудничала партия «Национальное единение», в которую вступали государственные служащие и представители деловых кругов.
Представители деловых кругов, владельцы предприятий активно сотрудничали с Германией (в частности, выполняли германские заказы, в том числе — заказы немецкой оккупационной администрации и заказы для немецкой армии и военной промышленности);
- по состоянию на 1 апреля 1941 года 275 предприятий на территории Норвегии выполняли заказы вермахта общей стоимостью 59005 марок[17]
- по состоянию на 1 января 1942 года 263 предприятия на территории Норвегии выполняли заказы вермахта общей стоимостью 55 740 тыс. марок[18]

Ряд представителей интеллигенции, в том числе журналисты и издатели выходивших в Норвегии печатных изданий,  участвовали в ведении нацистской пропаганды. Виднейшим коллаборационистом из норвежской интеллигенции считается Кнут Гамсун.
В период оккупации в Норвегии продолжала действовать норвежская полиция, сотрудники которой выполняли распоряжения немецкой оккупационной администрации (участвовали в розыске и арестах антифашистов, участников движения Сопротивления, евреев и т. п.), хотя часть полицейских сотрудничала с антинемецкими силами.
В июне 1941 года в Норвегии были открыты вербовочные пункты и начался набор норвежских добровольцев для отправки на Восточный фронт, 1 августа 1941 года был создан добровольческий легион СС «Норвегия». В 1942 году Норвежский легион был направлен на Ленинградский фронт.

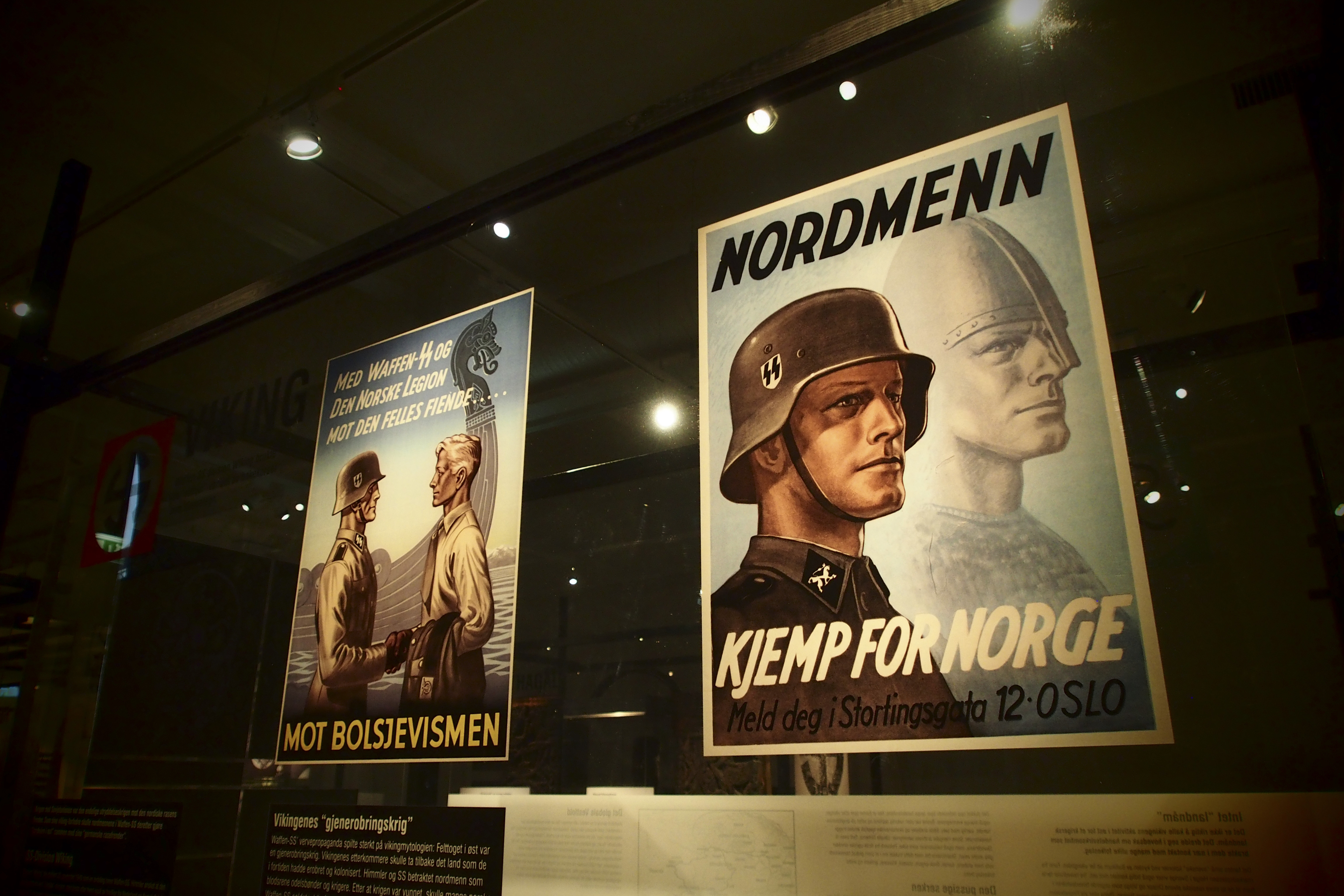
Нацистские плакаты на норвежском языке

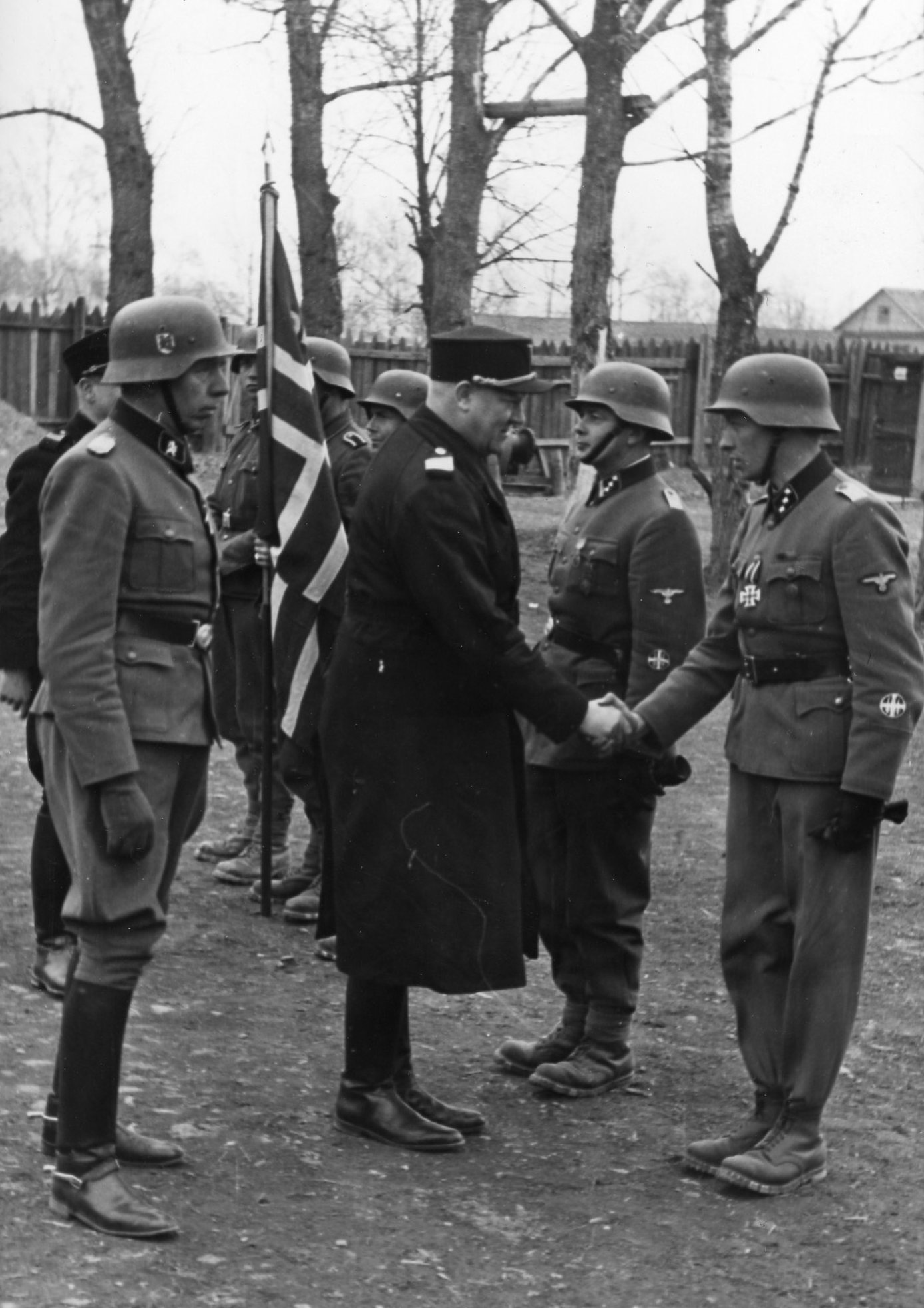
Солдаты Норвежского легиона в окрестностях Ленинграда, 1942 год

В феврале 1942 года с разрешения немецкой оккупационной администрации было создано «Национальное правительство», которое возглавил Видкун Квислинг.
В августе 1943 года правительство Квислинга объявило войну СССР и в январе 1944 года — начало мобилизацию 70 тыс. норвежцев в воинские части, которые должны были участвовать в боевых действиях на Восточном фронте. Мобилизация была сорвана, по состоянию на 19 мая 1944 года на мобилизационные пункты прибыло 300 человек. Всего в течение войны в Норвегии были мобилизованы около 15 тысяч человек, из которых 6 тысяч были отправлены на советско-германский фронт.
В течение пяти лет оккупации несколько тысяч норвежских женщин родили детей от немецких солдат в рамках специальной немецкой программы. Эти матери были подвергнуты остракизму и унижениям после войны, им давали обидные прозвища, например, «шлюхи немцев» (норв. tyskertøser). Детей из этих союзов называли «отпрыски немцев» (норв. tyskerunger) или «нацистская икра» (норв. naziyngel). 14 тысяч норвежских женщин было арестовано в Норвегии по подозрению в коллаборационизме и сотрудничестве с врагом; 5 тысяч из них было без суда и следствия помещено в трудовые лагеря на полтора года, у них отняли детей и поместили их в приюты. Женщинам обрили головы, их подвергали избиениям и изнасилованиям. В интервью шведской газете Dagens Nyheter, один из «отпрысков немцев» рассказал, что во время его пребывания в сиротском приюте в Бергене, таких детей заставляли маршировать по городу, при этом горожане могли их оплёвывать и избивать. Дискуссия о реабилитации таких детей началась с выступлений на телевидении в 1981 году, но только в последнее время потомки этих союзов начали чувствовать себя достаточно свободно.
После окончания войны наиболее активные коллаборационисты были привлечены к ответственности — всего было арестовано 28 750 человек, при этом большинство из них были выпущены из-под стражи спустя непродолжительное время (по состоянию 15 июля 1945 года, под стражей оставалось 14 тыс. человек), 45 были приговорены к смертной казни за измену и военные преступления (фактически, были расстреляны только 37 — 25 норвежцев и 12 немцев), к пожизненному тюремному заключению были приговорены ещё 77 норвежцев и 18 немцев.

## Освобождение Норвегии

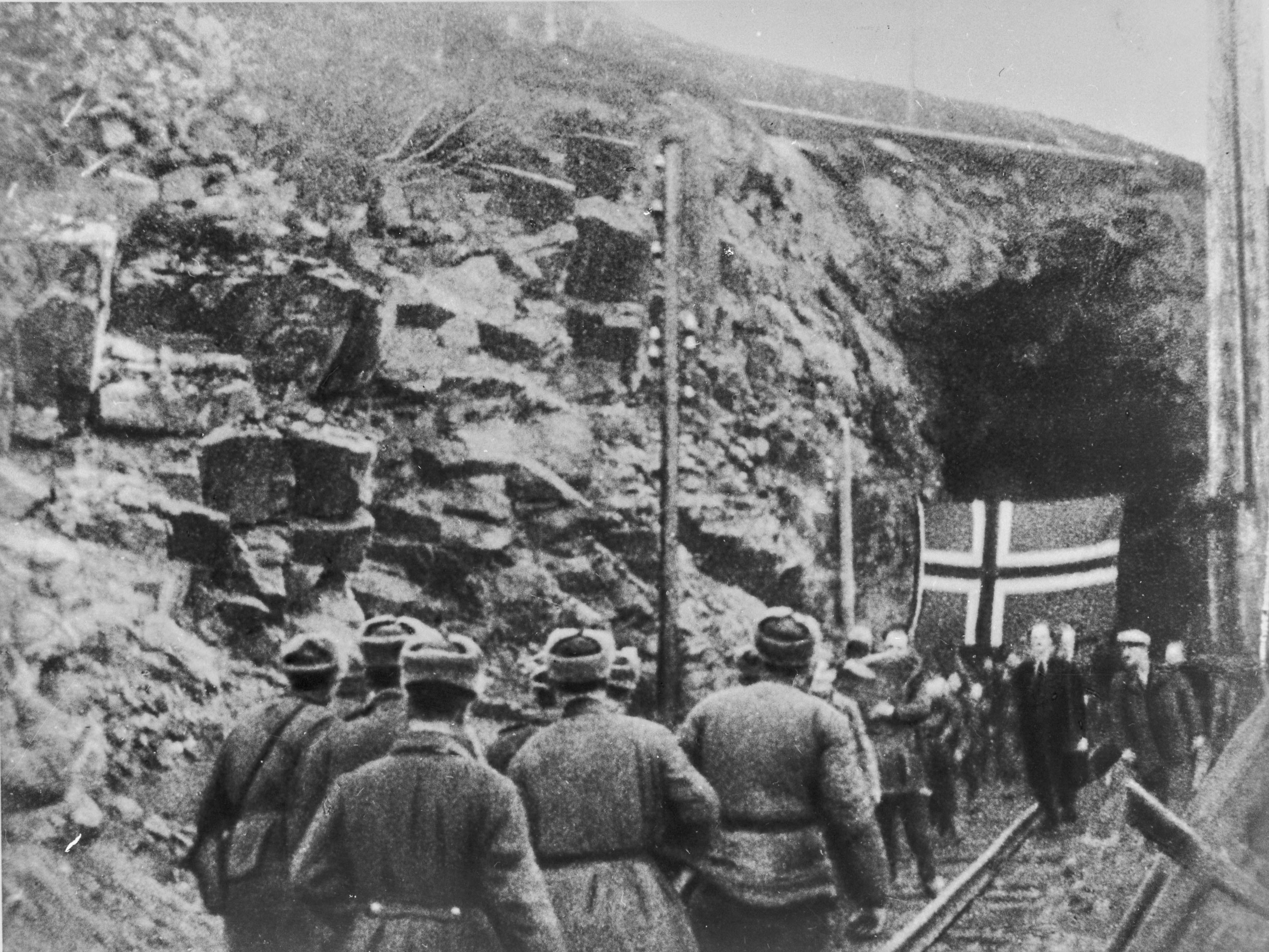
Жители Финнмарка встречают советских солдат.

В течение последних двух лет войны норвежское правительство в изгнании добилось разрешения и сотрудничества со стороны Швеции в создании военных формирований на территории Швеции (так называемых «полицейских войск»), набираемых из норвежских беженцев. Термин «полиция» является условным из-за того, что на самом деле это были чисто военные формирования. Их общая численность составила 12000 человек.
Освобождение территории Норвегии началось в октябре 1944 года, когда в ходе Петсамо-Киркенесской операции советские войска освободили большую часть Финнмарка. Перед освобождением немецкие оккупанты при поддержке норвежских коллаборационистов принудительно вывезли две трети гражданского населения Северной Норвегии, а значительную часть жилых домов и иных построек уничтожили. После освобождения в Финнмарке были созданы норвежские части, комплектовавшиеся из местных добровольцев, норвежских частей из Великобритании и норвежской «полиции» из Швеции (с февраля 1945 года началась передислокация в Северную Норвегию норвежских полицейских сил из Швеции). Эти части при поддержке советских войск зимой 1944—1945 годов участвовали в дальнейшем освобождении Северной Норвегии. После окончания войны советские войска были выведены из Северной Норвегии уже в сентябре 1945 года.